# 졸탄 (헝가리)

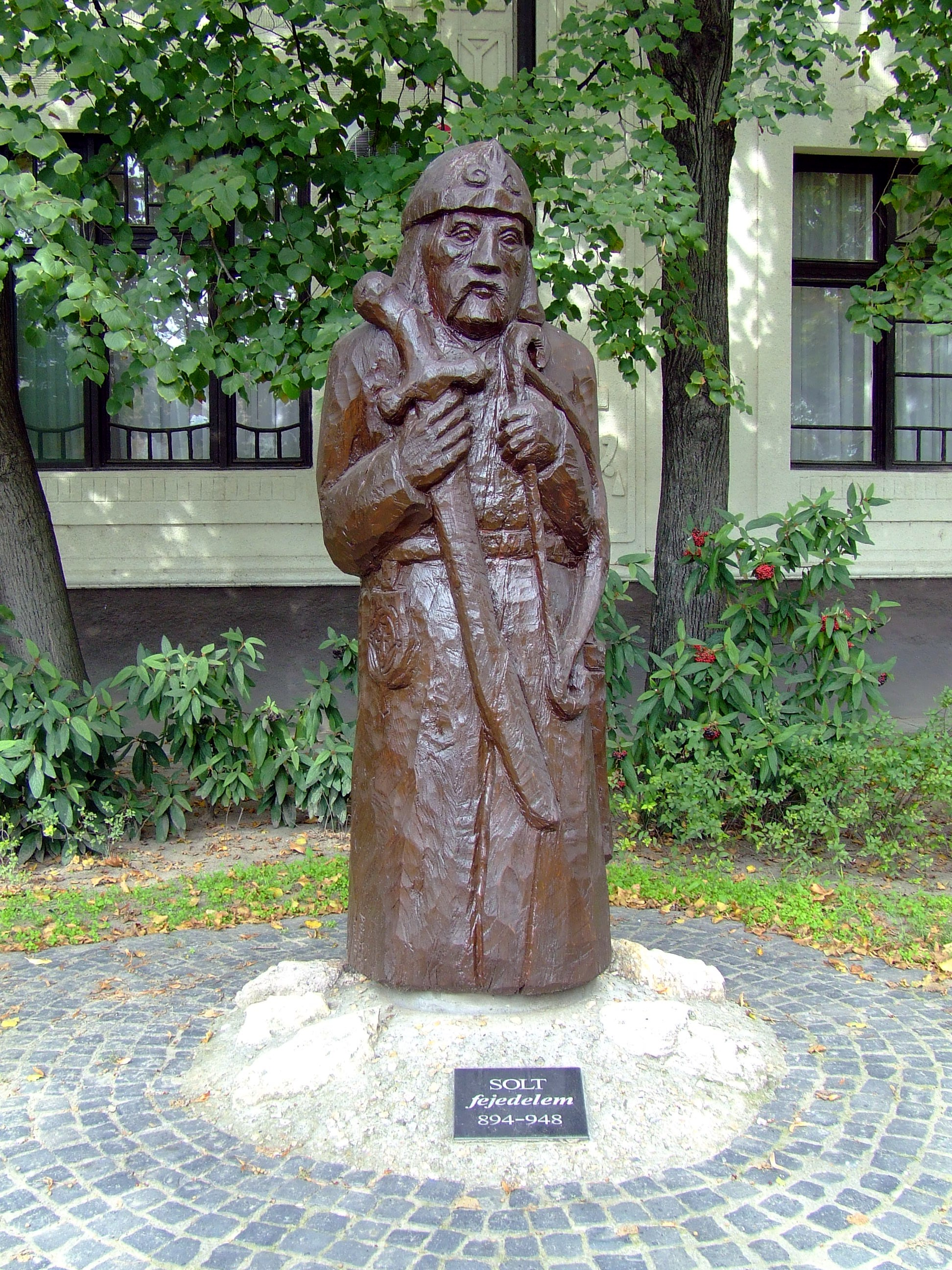
졸탄

졸탄(헝가리어: Zoltán, 880년경 또는 903년경 ~ 950년경)은 헝가리의 대공(재위: 907년경 ~ 950년경)이다.
아르파드 대공의 아들이라는 기록이 있을 뿐 이외의 행적에 대해서는 거의 알려져 있지 않다. 그의 대공위는 퍼이스가 승계받았다.

## 같이 보기
- 헝가리 대공국